# Stazione di Eisfelder Talmühle
La stazione di Eisfelder Talmühle è una stazione ferroviaria tedesca, posta nella regione montuosa dell'Harz nel territorio comunale di Harztor. È posta sulla linea Nordhausen-Wernigerode («Harzquerbahn»), ed è punto d'origine della linea per Stiege («Selketalbahn»).